# Železniční trať Budapešť–Kelebia
Železniční trať Budapešť–Kelebia (maďarsky Budapest–Kunszentmiklós-Tass–Kelebia-vasútvonal) je maďarská jednokolejná elektrifikovaná železniční trať, která spojuje města Budapešť, Kunszentmiklós, Kiskőrös, Kiskunhalas a Kelebia. Trať je označována v maďarském jízdním řádu jako trať MÁV 150. Trať je součástí panevropských koridorů (jako č. 10) a patří k nejvytíženějším z hlediska nákladní dopravy v zemi.

## Trasování trati
Trať vede severo-jižním směrem. Z Budapešti vychází u železniční stanice Ferencváros a poté pokračuje dále na jih podél ramena Dunaje s názvem Ráckevei-Duna a ostrova Csepel. Vede v rovinaté krajině, ale postupně se vzdaluje od Dunaje. Na své trati prochází městy Kiskőrös, Soltvadkert a Kiskunhalas. U obce Kelebia končí na maďarsko-srbské státní hranici, železnice odsud pokračuje dále do Subotici.

## Historie

### Zvažování stavby
Již v letech 1832 až 1836 byla realizace této trati diskutována, přestože v Zalitavsku nestál ještě ani 1 kilometr železničních kolejí.
Rozhodnutí o výstavbě trati padlo v souvislosti s výstavbou úseku z Bělehradu do Niše a dále až do Soluně. Měla vést přes město Zemun (dnes předměstí Bělehradu) a zajistit tak napojení Srbska na Rakousko-Uhersko v místech, kudy procházela tehdejší státní hranice (řeka Sáva).
Výběr vhodné trasy byl předmětem ostrých debat. Přirozené dopravní tahy z Budapešti na jih směrem k Subotici a Novému Sadu vedly přes Segedín, kam již trať zavedena byla. Návrh zrealizovat odbočku z této trati byl nicméně zamítnut a vznikla tak zcela nová stavba, která se na své délce sto šedesáti kilometrů (na současném maďarském území; trať byla původně budována do Subotici, Nového Sadu a Zemunu) vyhýbala větším městům.

### Výstavba trati
Stavební práce probíhaly od srpna 1881. Trať byla položena na štěrkovém loži; štěrk byl těžen v obci Pusztaszentlőrinc u Budapešti. Novou trať byla vybudována i obslužná železnice ze Szemeretelepu do Soroksáru. Díky snadnému terénu zde nebyla tak vysoká potřeba po různých mostech, náspech, zářezech a dalších stavbách; největší most na trati vznikl v té době v Budapešti přes ulici Soroksári utca. Byl nicméně pouzději zničen za druhé světové války.
Trať byla otevřena 5. prosince 1882.
Průběh realizace trati lze sledovat na mapách třetího vojenského mapování. Na některých listech se trať objevuje zcela, jinde se neobjevuje vůbec a někde se ukazuje jako rozestavěná. U Budapešti byla označovaná pod německým názvem (německy Budapest-Semliner Bahn), tj. zemunská dráha, neboť spojovala hlavní město Zalitavska s tehdejším předměstím Bělehradu na okraji Uher.

### Provoz v Rakousko-Uhersku
Výstavba nové trati měla dopad na mezinárodní obchod. Kromě toho ale umožnila také rozvoj města Subotica, které tak získalo přímé spojení s Budapeští. Později bylo možné vybudovat vznik regionální tratě v oblasti župy Bačka (maďarsky Bácska). V rámci nákladní dopravy na území Zalitavska (vnitrostátní) potom sloužila pro dopravu zemědělských produktů do Budapešti. Pro provoz na trati byly národním dopravcem MÁV zakoupeny lokomotivy schopné jízdy a 90 km/h.
Na úseku blízkém k Budapešti umožnila trať rozvoj průmyslu i rozšíření města směrem na jih,, a to jak poblíž dunajského kanálu, tak i na ostrov Csepel. Využívat jej začala příměstská železnice HÉV.
Nárůst dopravy nicméně brzy dosáhl takové intenzity, kdy narazil na limity původní stavby. Proto bylo diskutováno rozšíření trati; nové kolejnice, druhá kolej a lepší zabezpečení trati. Nakonec padlo rozhodnutí stavbu zmodernizovat. Po roce 1910 se práce rozběhly ve směru od Budapešti dál na jih. Do roku 1912 se podařilo dokončit úsek až po obec Kiskunlacháza, kde byla trať zdvojkolejněna. Ještě před vypuknutím první světové války byla prodloužena po Kunszentmiklós. Dvě koleje měl rovněž i úsek z Kelebie do Subotice.

### Trať po první světové válce
Po první světové válce trať na jejím jižním konci přetla hranice dle Trianonské smlouvy. Nově vzniklé Království Srbů, Chorvatů a Slovinců rovněž nemělo zájem na kvalitnějším dopravním spojení do Maďarska, neboť hlavním cílem tamních železnic se stala integrace sítí původních států a především zajištění kapacity pro nákladní i osobní dopravu mezi Bělehradem a Záhřebem. V souvislosti s tím, že ekonomická situace zmenšeného Maďarska byla po válce velmi špatná (na železnici byl kvůli nedostatku uhlí přerušován provoz), význam této trati rapidně poklesl. Maďarské železnice dokonce snesly jednu ze dvou kolejí. Prodejem vlastního majetku se snažily zajistit prostředky na svůj další provoz.

### Trať po druhé světové válce
O modernizaci trati bylo rozhodnuto v souvislosti s normalizací vztahů mezi Maďarskem, resp. východní Evropou a Jugoslávií, ke kterému došlo roku 1955 po podepsání Bělehradské deklarace. Přes půl století stará trať nebyla vyhovující. Rozběhly se nové stavební práce. Výměna tělesa byla dokončena z Budapešti po stanici Kunszentmiklós v roce 1960 a k státní hranici v roce 1970. Nová trať byla položena na místě původní druhé koleje.
V roce 1978 byla trať zelektrifikována do Kunszentmiklóse a rok později až do Kelebie. Práce na elektrifikaci probíhaly od roku 1972.
V roce 1993 rozhodla maďarská vláda, že nákladní terminál u stanice Budapest-Józsefváros bude přemístěn na okraj vesnice Soroksár. Uskutečnila se celková obnova trati, ale jen v blízkosti Budapešti; původní kolej i lože byly odstraněny v letech 2000 až 2001 a vyměněny v následujících letech. Intermodální logistické centrum bylo dokončeno v roce 2003. Rozsáhlejší projekt obnovy trati, který by počítal s výstavbou druhé koleje, zvýšení cestovní rychlosti na 200 km/h a další, nicméně ztroskotal kvůli vysokým nákladům a rozpadu Jugoslávie. Potřeba nákladní dopravy tímto směrem totiž silně poklesla v souvislosti s mezinárodními sankcemi. 

### Obnova trati v 21. století

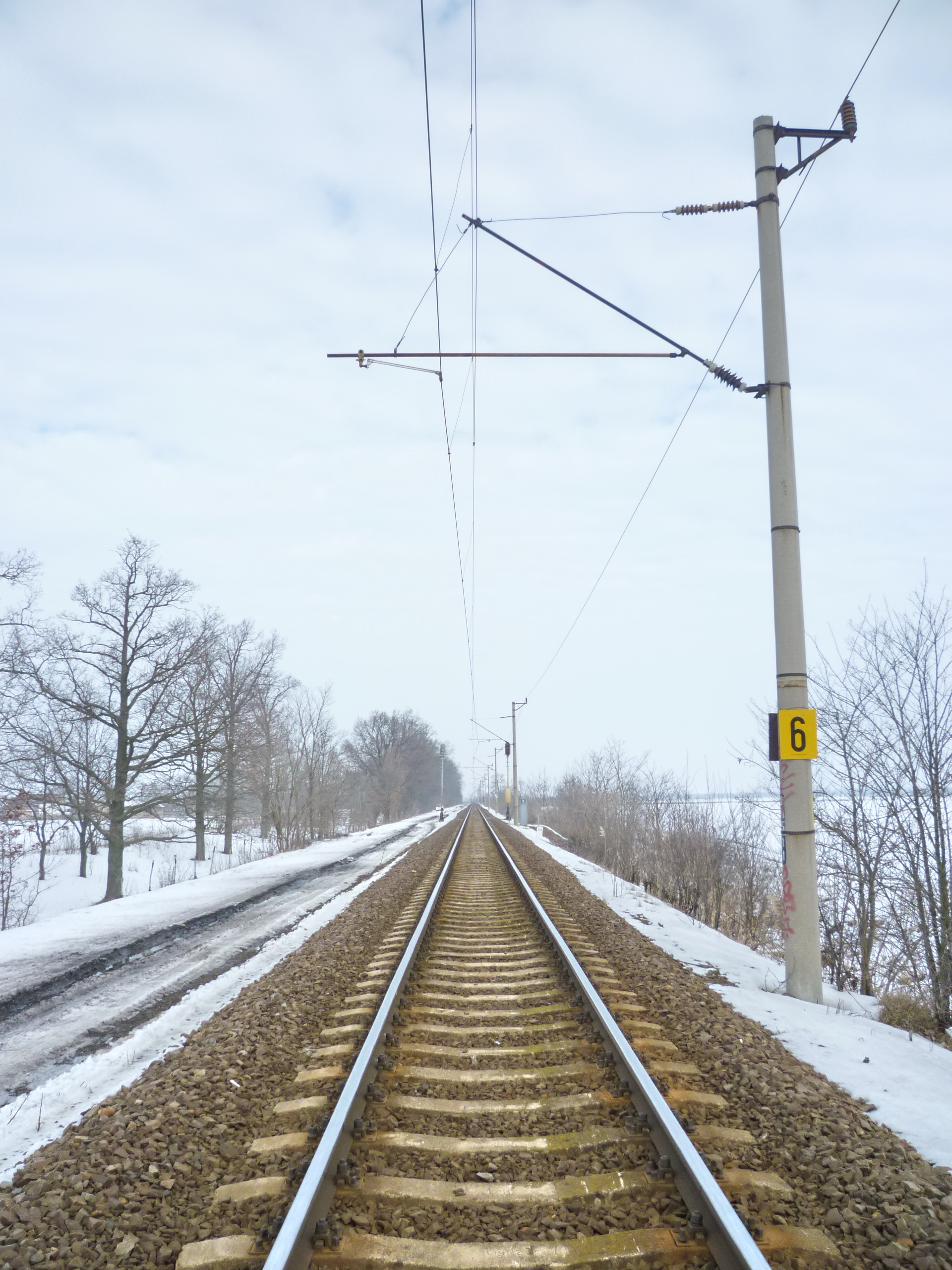
Trať v zimě.

Situace se nicméně zcela změnila v první dekádě 21. století. Jestli v roce 2000 bylo přepraveno sotva milion tun nákladu, o osm let později byl objem několikanásobný. Kapacita přestala být dostačující a zastaralou trať bylo nezbytné upravit do podoby moderního hlavního železničního tahu. 
Obnova trati byla diskutovaným tématem. Podle původní myšlenky měla být dokončena v roce 2017, předpokládalo se zvýšení cestovní rychlosti na 160 km/h.
V prosinci 2014 představitelé vlád Maďarska, Srbska, Čínské lidové republiky a Severní Makedonie podepsaly dohodu na modernizaci trati, která zahrnuje celý tah z Budapešti do Bělehradu. Její součástí je i úsek do obce Kelebia. Studii proveditelnosti měla vypracovat Čínská lidová republika. Ta má zároveň poskytnout Maďarsku (ale i dalším zemím) půjčku ve výši 85 % na výstavbu trati. Zbytek má financovat strana maďarská. Mezivládní dohoda mezi vládami Maďarska a Čínské lidové republiky byla schválena maďarským parlamentem v dubnu 2016. Zájem čínské strany je určen tím, že zboží v rámci projektu Nová Hedvábná stezka putuje ze země do Evropy přes přístav v Aténách a mělo by právě po této trati.
Na podzim téhož roku byla založena nezisková společnost která měla řídit uvedenou investici. Kontrakt ve výši 2 miliard USD byl podepsán v červnu 2019 a financování čínské části úvěru má zajistit Eximbank. Dokončení stavebních prací bylo předvídáno na rok 2025.
V rámci přípravy výstavby nové trati byla řada pozemků vyvlastněna.
Stavební práce odstartovaly dne 1. února 2022, a to v podobě demolice úseku Délegyháza – Kiskunhalas. V úseku mezi Soroksárem až Kelebií byl provoz zastaven od května téhož roku. Od té doby zůstává přerušen a společnost Volánbusz zde provozuje náhradní dopravu. Roku 2023 došlo ke zrychlení výstavby především na jižní části trasy, a to včetně nového trakčního vedení. Zabezpečovací zařízení dodává firma AŽD z Česka. V dubnu 2024 byl dokončen nejdelší, 50 metrový most přes jeden z kanálů. Trať má být sice dokončena v roce 2025, nicméně po jejím dokončení může být doprava zboží z Balkánu a na Balkán do Střední Evropy kratší přes Záhřeb než přes Budapešť. Objevila se rovněž i kritika nákladů na celou přestavbu, které se pohybují ve výsledku okolo 750 bilionů forintů, stejně jako skutečnost, že vzhledem k trasování celého úseku se trať vyhne větším městům a bude mít tak velmi omezený dopad na osobní dopravu.

## Provozní informace
Maximální rychlost na trati činila před rekonstrukcí 100 km/h v úseku Budapešť–Kunszentmiklós a 80 km/h v úseku Kunszentmiklós–Kelebia. Trať i veškeré stanice a zastávky na trati provozují firmy MÁV a je elektrifikovaná střídavým proudem 25 kV, 50 Hz.

## Doprava

### Osobní doprava
Na trati bylo provozováno 19 osobních vlaků mezi Budapeští a stanicí Kunszentmiklós. Dále bylo v provozu několik mezinárodních vlaků, které pokračovaly dále na jih do Srbska. Jednalo se například o mezinárodní rychlíky, jako Avala nebo Ivo Andrić apod. Po nějakou dobu ale tratí projížděly pouze dva páry mezinárodní expresů v trase Budapešť–Subotica.
Dále zde jezdí několik osobních vlaků na těchto trasách:
- Budapešť–Kunszentmiklós-Tass
- Kelebia–Kiskunhalas–Kunszentmiklós-Tass–Budapešť

### Nákladní doprava
Nákladní doprava byla na této trati značná, vzhledem ke spojení Střední Evropy s Balkánem. Zvýšení pomohlo zprovoznění intermodálního nákladního terminálu v Soroksáru na počátku století. Tranzitní nákladní doprava ze Srbska do Rakouska prochází přes Budapešť právě po této trati.

## Galerie

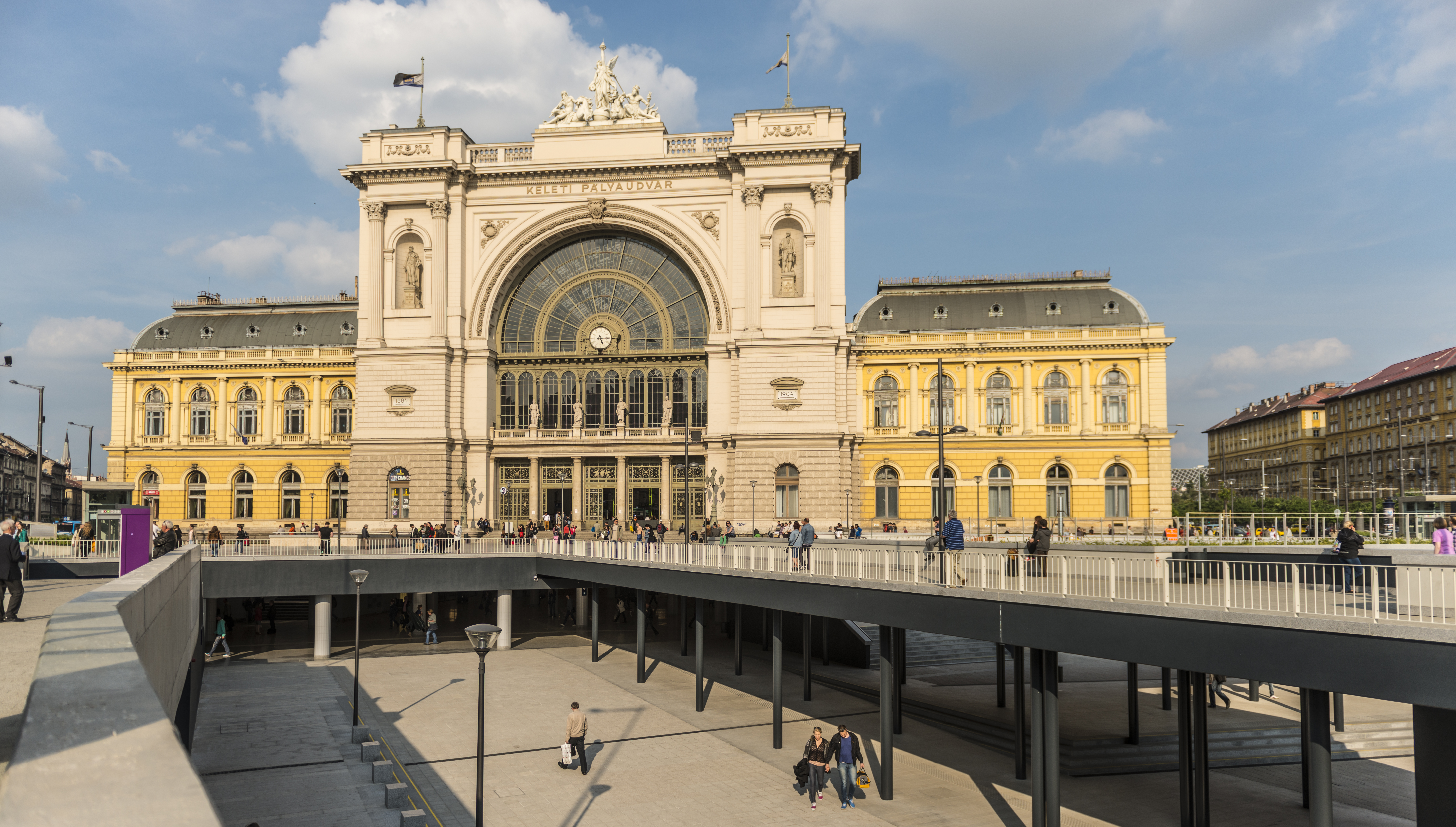
Budapest-Keleti pu.
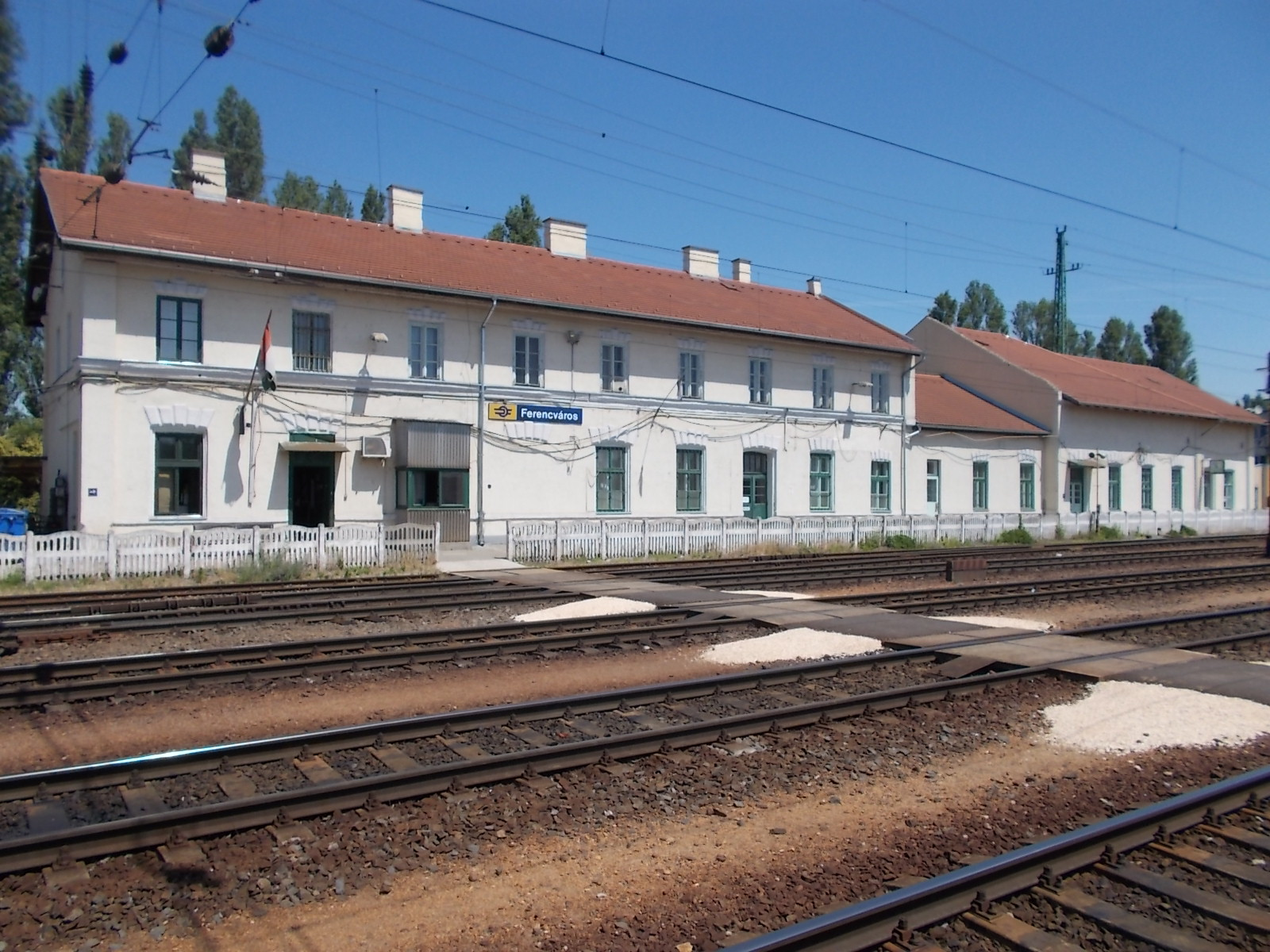
Ferencváros
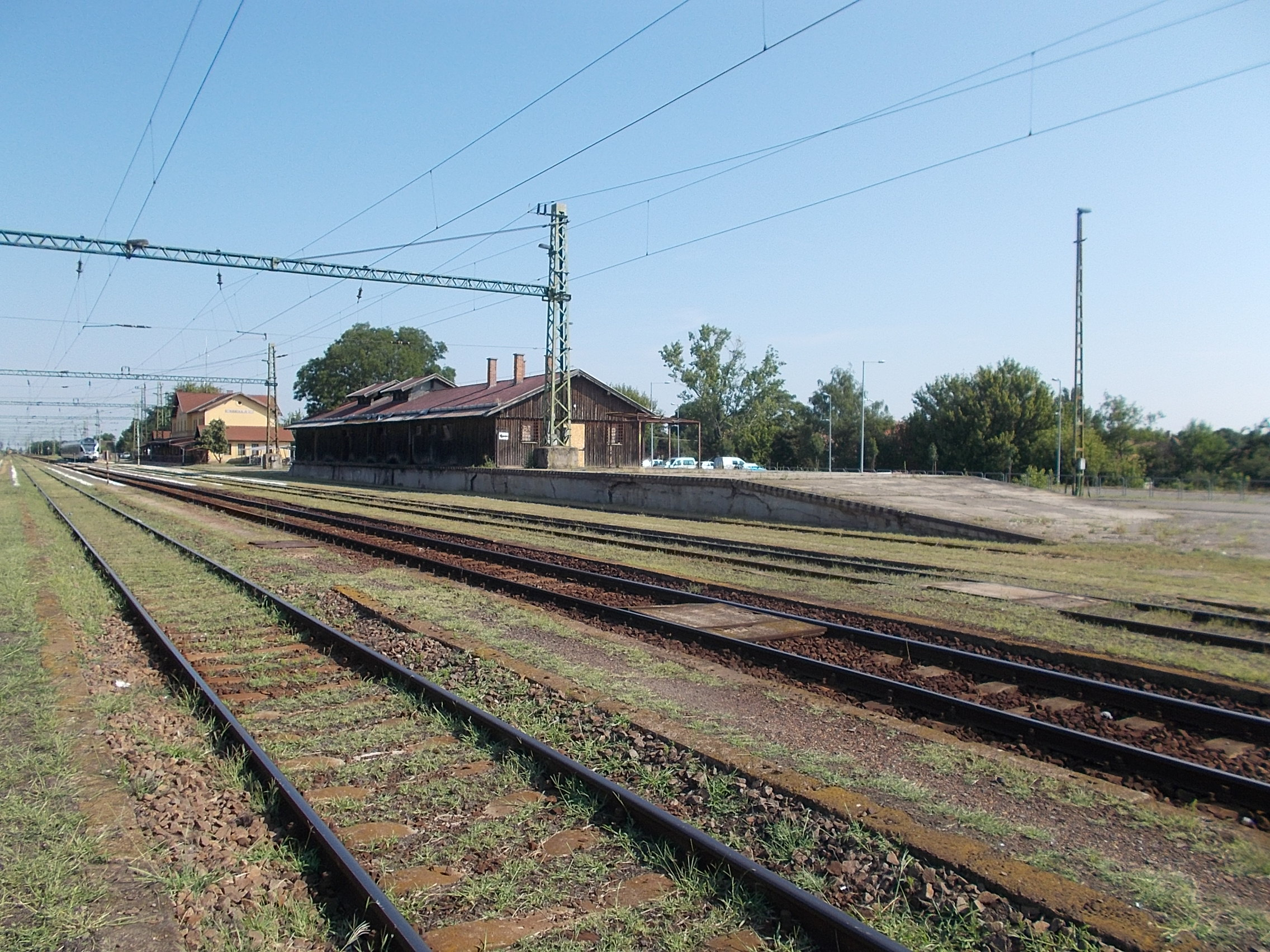
Kunszentmiklós-Tass
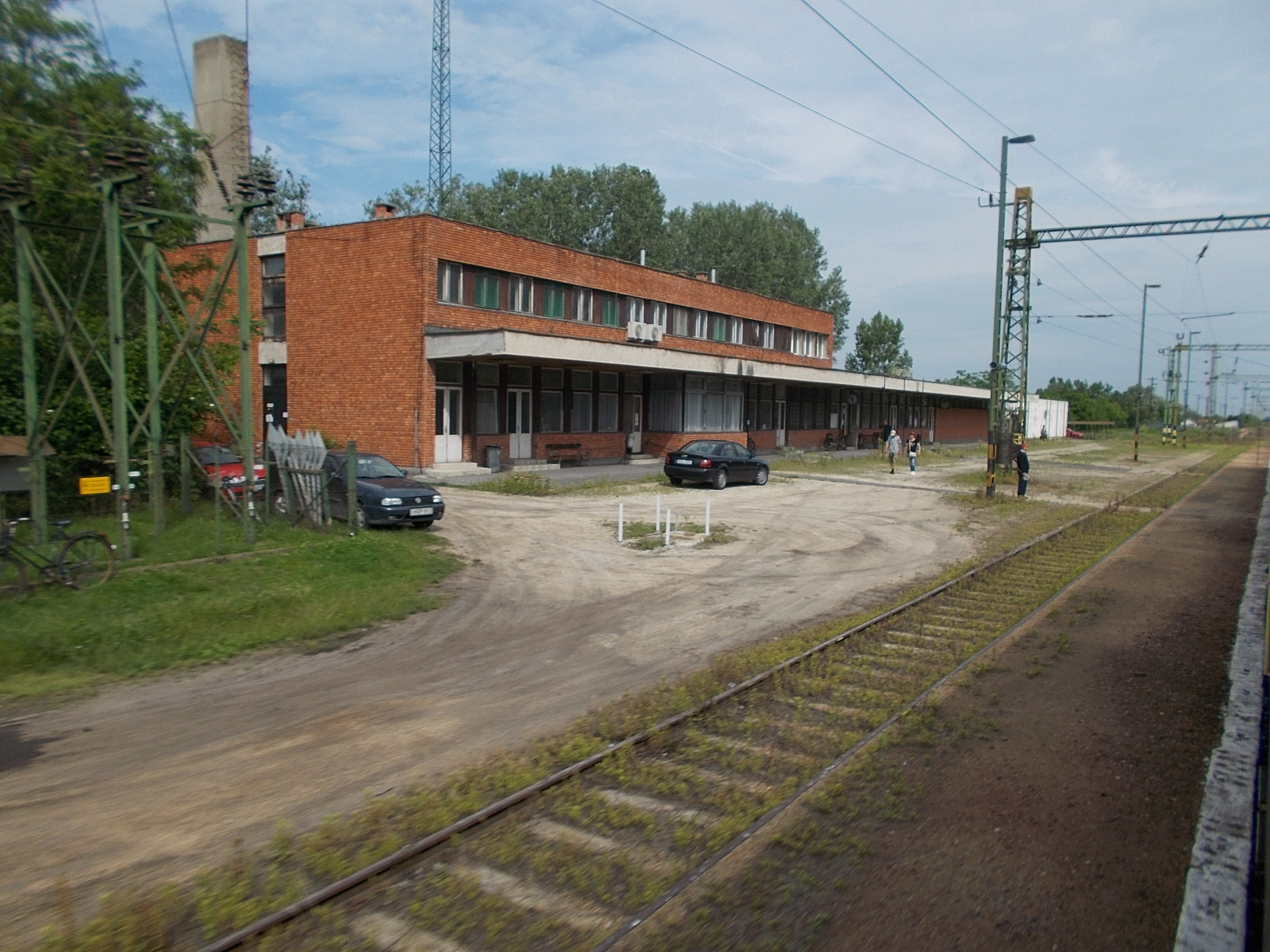
Fülöpszállás
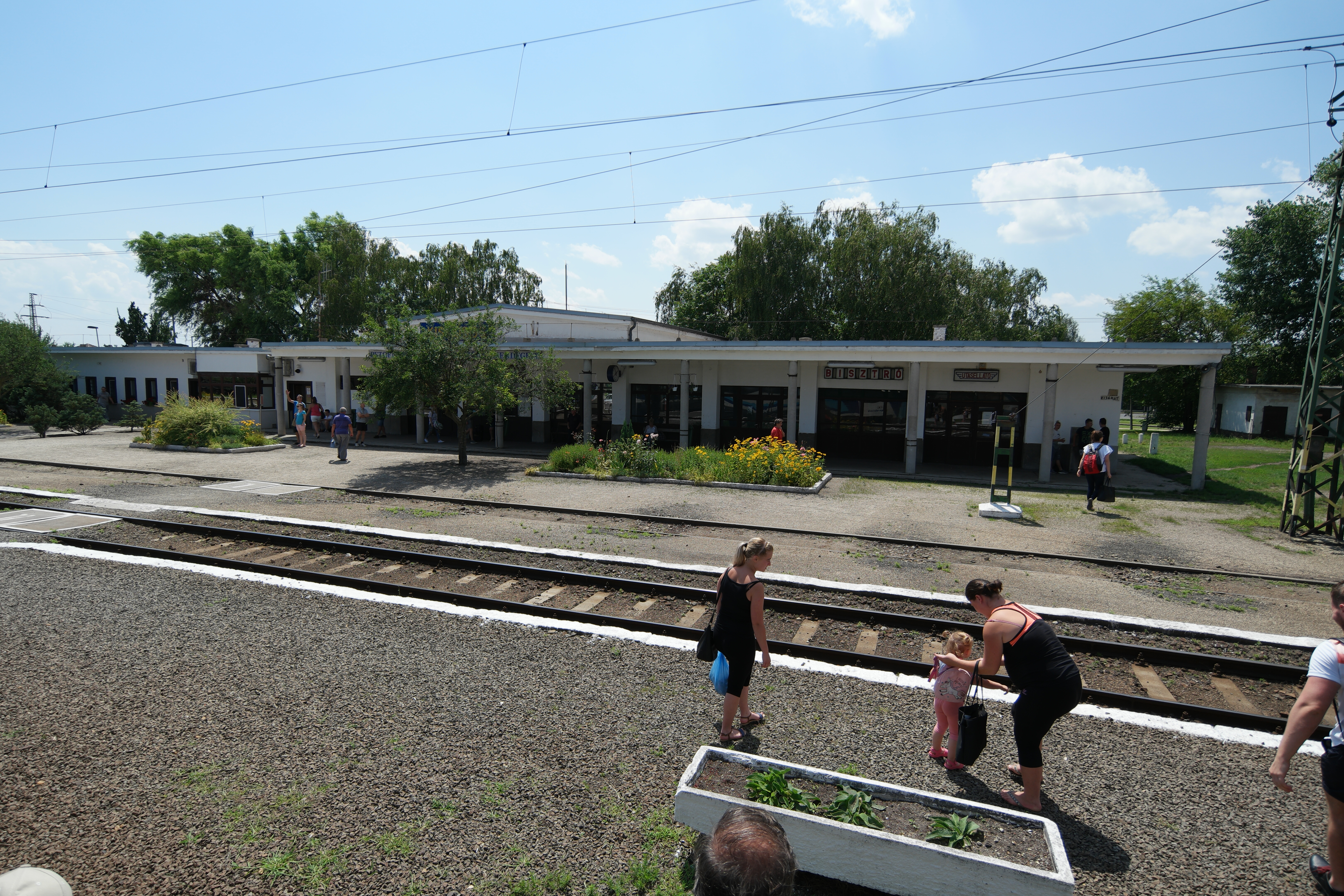
Kiskőrös
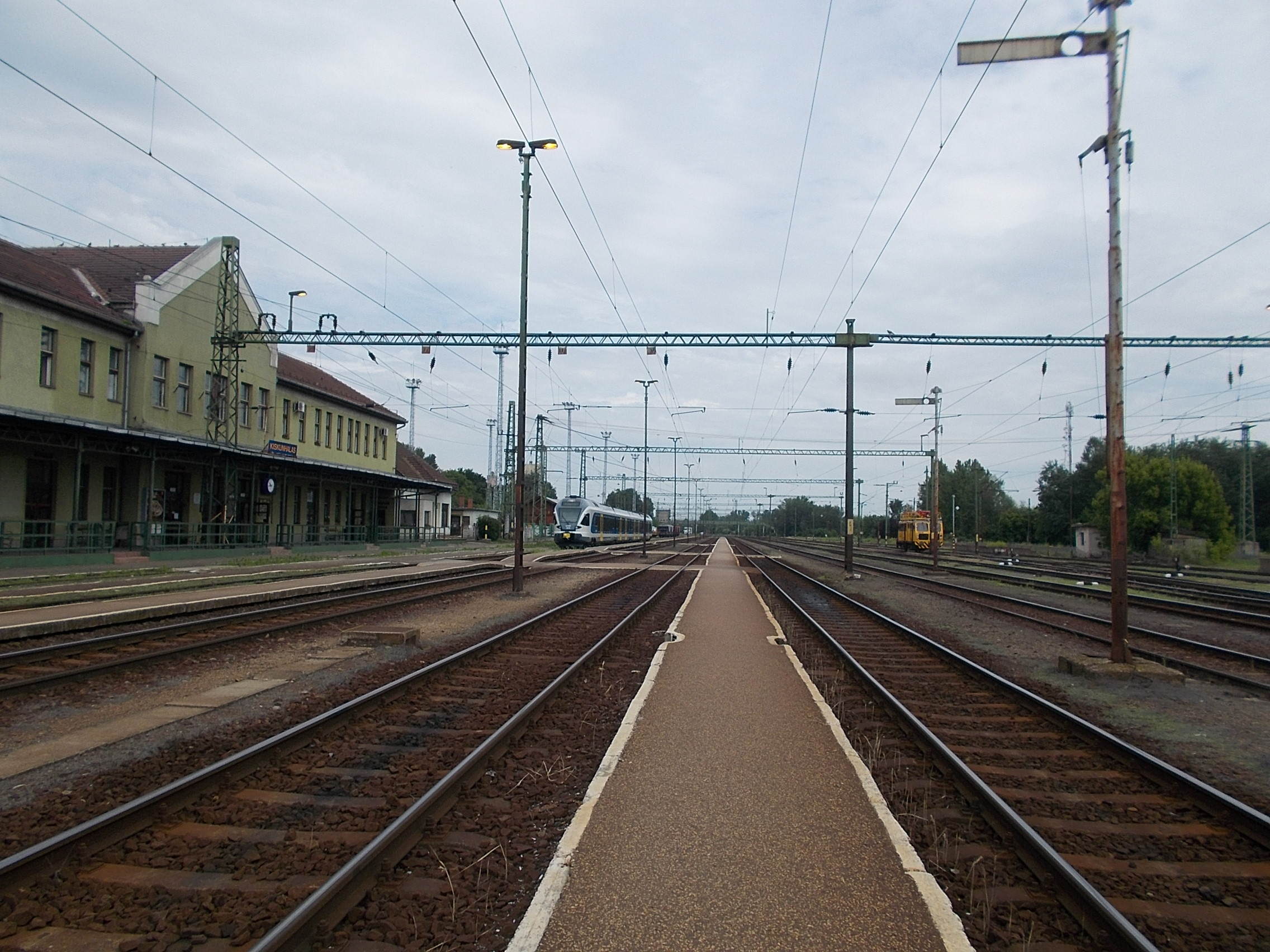
Kiskunhalas
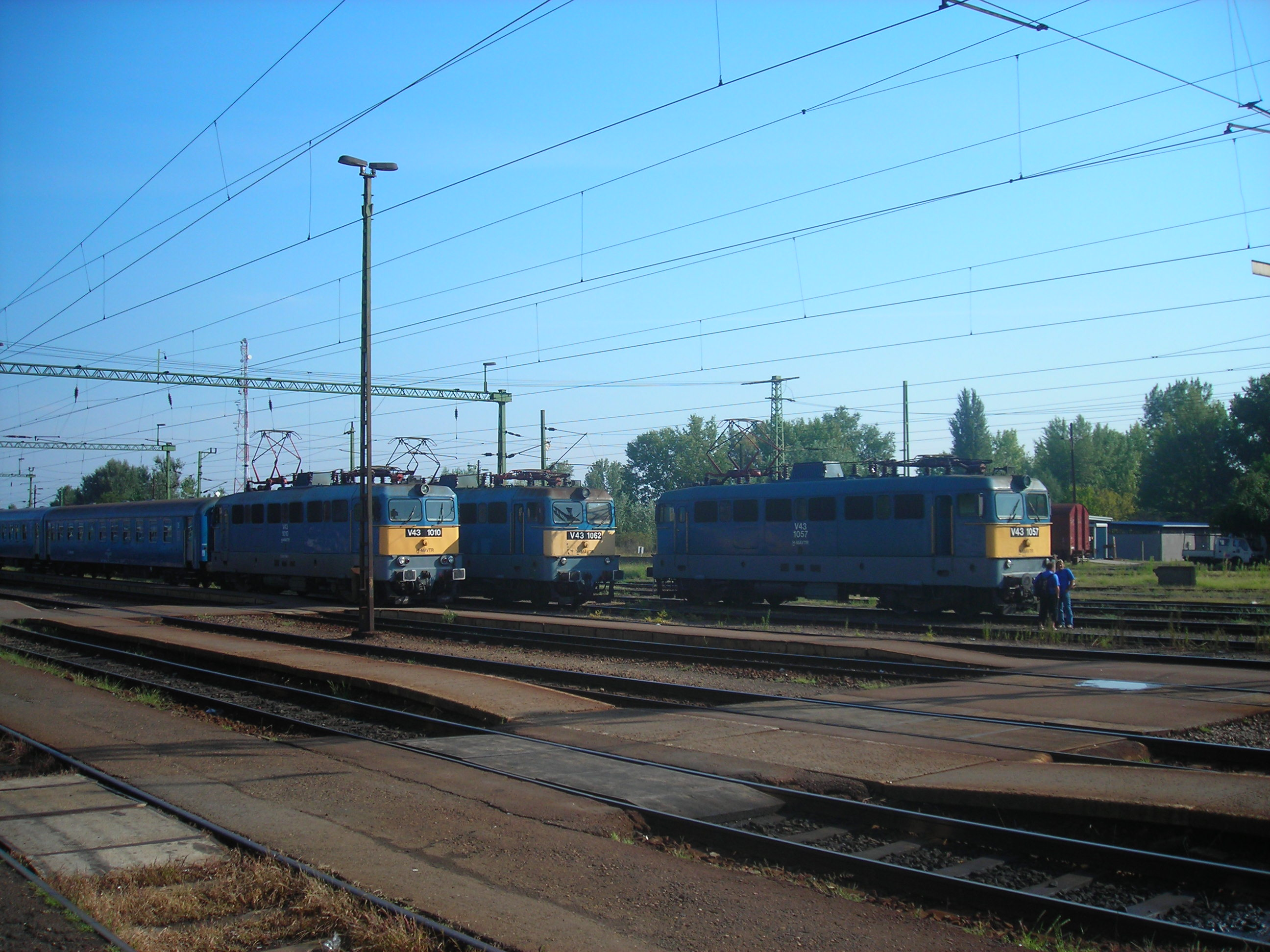
Lokomotivy V43 ve stanici Kiskunhalas.